# Jacobaea gibbosa
Jacobaea gibbosa là một loài thực vật có hoa trong họ Cúc. Loài này được (Guss.) B.Nord. & Greuter mô tả khoa học đầu tiên năm 2006.